# Chamaeleo sternfeldi
Chamaeleo sternfeldi är en ödleart som beskrevs av  Rand 1963. Chamaeleo sternfeldi ingår i släktet Chamaeleo och familjen kameleonter. Inga underarter finns listade i Catalogue of Life.